# Stefano Fiore

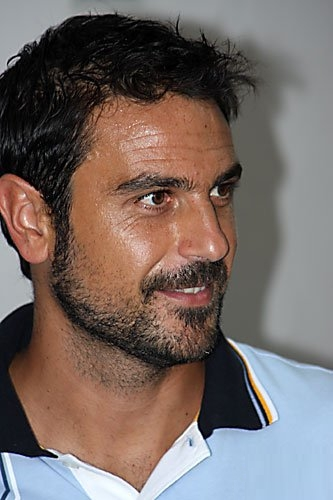
Stefano Fiore

Stefano Fiore, född 17 april 1975 i Cosenza, är en italiensk före detta fotbollsspelare (mittfältare). Fiore spelade mellan 2000 och 2004 38 matcher för det italienska landslaget och deltog i två EM-turneringar (EM 2000 och EM 2004). Han har tidigare spelat i bland annat Udinese, SS Lazio och Valencia.
Stefano Fiore avslutade 2011 den aktiva karriären i sin hemstad, där han nu arbetar som sportchef för Cosenza i Serie D.